# Anna Veiga Lluch
Anna Veiga Lluch (Barcelona, 25 d'agost de 1956) és una biòloga, investigadora i professora universitària; especialitzada en reproducció assistida, embriologia clínica, genètica reproductiva i bioètica; així com en l'estudi de les cèl·lules mare i les seves aplicacions clíniques en el tractament de les malalties degeneratives.

## Carrera professional
Llicenciada el 1979 en biologia per la Universitat Autònoma de Barcelona (UAB) i doctora en biologia (1991, Cum Laude) per la mateixa universitat. Des del 1998 és coordinadora del Màster en Biologia de la Reproducció i Tècniques de Reproducció Assistida del Servei de Medicina de la Reproducció de l'Institut Universitari Quirón-Dexeus juntament amb el Departament de Biologia Cel·lular i Fisiologia de la Universitat Autònoma de Barcelona(UAB). Des del 2002 és professora associada de la Facultat de Ciències Experimentals i de la Salut de la Universitat Pompeu Fabra (UPF).
Activament implicada en Tècniques de Reproducció Assistida (ART) des dels inicis de la Fecundació in vitro. L'any 1982 fou nomenada directora I+D+i de l'Àrea de Biologia del Servei de Medicina de la Reproducció de l'Hospital Universitari Quirón-Dexeus, càrrec que va ocupar fins al 2005. En l'actualitat és directora científica del Servei de Medicina de la Reproducció del Departament d'Obstetrícia i Ginecologia de Dexeus Salut de la Dona. Va formar part de l'equip que va portar a terme la primera fecundació in vitro a l'Estat Espanyol, que va culminar amb el naixement de Victoria Anna Sánchez Perea el 12 de juliol de 1984.
Fundadora i presidenta de l'Asociación Española para el Estudio de la Biología y de la Reproducción (ASEBIR) (1993-2003). Presidenta de l' European Society for Human Reproduction and Embryology (ESHRE) 2011-2013), vicepresidenta i membre del Comitè de Bioètica de Catalunya (CBC) (2004-2015).
Membre de nombroses societats científiques nacionals i internacionals, American Society of Reproductive Medicine (ASRM), Acadèmia de Ciències Mèdiques de Catalunya i Balears, Secció Endocrinologia i Reproducció, Sociedad Española de Fertilidad (S.E.F.), European Society for Human Reproduction and Embryology (ESHRE), Asociación para el estudio de la Biología de la Reproducción (ASEBIR), Societat Catalana de Biologia (S.C.B.), Scientists for Reproductive Medicine(alpha), International Society for Stem Cell Research (ISSCR).
Membre Honorific de la Società Italiana Embriologia Reproduzzione e Riccerca (SIERR), de la Asociación para el Estudio de la Biología de la Reproducción (ASEBIR) i de l'Institut Medicofarmacèutic de Catalunya.
Des de la seva creació el 2005, dirigeix el Banc de Línies Cel·lulars de Barcelona (BLCB), unitat funcional del Centre de Medicina Regenerativa de Barcelona (CMR [B]). En aquest, els seus investigadors s'han centrat cap a projectes innovadors en el camp de la derivació de les línies cel·lulars pluripotents, incloent les cèl·lules mare embrionàries procedents d'embrions sobrants de programes de Fecundació in vitro i cèl·lules mares de pluripotència induïda. També les fan servir en projectes relacionats amb teràpies cel·lulars per curar malalties degeneratives.
Coordinadora científica del Projecte European Human Embryonic Stem Cell Registry de Cèl·lules Mare (EU hESCreg) (2005-2009)
Ha publicat més de 280 articles científics en revistes nacionals i internacionals i 65 capítols de llibres, 5235 citacions, h-índex: 35. Membre del Consell Editorial de diversos revistes científiques Internacionals i nacionals.
Ha participat com organitzadora o ponent en nombrosos esdeveniments científics internacionals relacionats amb: Embriologia clínica, Genètica de la Reproducció, Cèl·lules Mare i Teràpia Cel·lular.
El 2011 publica el seu llibre El Miracle de la Vida, una vida dedicada a la ciència explicada en primera persona. Una vida que ha dut Anna Veiga de la Fecundació in vitro a la investigació en cèl·lules mare en una recerca permanent d'avenços que ens ajuden a viure millor.

## Distincions
Ha rebut els següents reconeixements:
- Premi a la trajectòria científica de la Societat Catalana de Biologia (2019)[12]
- Premi Col·legiat d'Honor Col·legi de Biòlegs de Catalunya (CBC) (2017)
- Premi d'Honor Dr. Benapès, Sociedad Española de Medicina y Cirugía Cosmética (SEMCC) (2016)
- Investida doctora honoris causa por la Universitat de Vic – Universitat Central de Catalunya (2015)
- Guardonada amb el Premi “Fem Talent” Xarxa de Parcs Científics i Tecnològics de Catalunya (XPCAT) (2014)
- Medalla d'Honor del Parlament de Catalunya, Categoria d'Or (2013)
- Medalla Josep Trueta al Mèrit Sanitari (2012)
- Premi Nacional de Pensament i Cultura Científica de Catalunya concedit per la Generalitat de Catalunya (2006)
- Premi “Amics dels Amics” concedit per la Universitat Autònoma de Barcelona (2006)
- Medalla Narcís Monturiol al Mèrit Científic i Tecnològic del Departament d'Universitat de Recerca i Societat de la Informació (DURSI) (2005)
- Creu de Sant Jordi concedida per la Generalitat de Catalunya (2004)